# Dissorhina longipilosa
Dissorhina longipilosa är en kvalsterart som först beskrevs av Kunst 1958.  Dissorhina longipilosa ingår i släktet Dissorhina och familjen Oppiidae.

## Underarter
Arten delas in i följande underarter:
- D. l. longipilosa
- D. l. carpatica